# Юй Хуа
Юй Хуа (кит. трад. 余華, упр. 余华, пиньинь Yú Huá, палл. Юй Хуа́; родился 3 апреля 1960 года в городе Ханчжоу провинции Чжэцзян) — китайский писатель.

## Биография
Отец — врач-хирург, мать — медицинская сестра. После окончания школы в течение 5 лет работал зубным врачом, а с 1983 года начал литературную деятельность, так как ему «надоело целый день смотреть людям в рот». Детство и юность Юй Хуа прошли во время Культурной революции, и неслучайно сюжеты его произведений тесно связаны с этим периодом китайской истории. Особенностью стиля ранних рассказов, а также романа "Братья", является подробное описание сцен насилия.
Юй Хуа написал четыре романа, шесть сборников рассказов и три сборника эссе. По роману Жить в 1994 году режиссёром Чжан Имоу был снят художественный фильм. Этот роман стал бестселлером, чему способствовал и запрет фильма в Китае, а сам писатель получил мировую известность. Его произведения были переведены на многие языки, включая английский, голландский, иврит, испанский, итальянский, корейский, немецкий, русский, сербский, фарси, французский, шведский, японский, монгольский.
За более чем 20-летний период творчества писатель постепенно отходит от постмодерна и, по заключению Ю.А. Дрейзис, в своем творчестве становится ближе к манере, родственной китайскому модернизму 20–30-х годов.
Жена писателя — поэтесса Чэн Хун, с которой он учился вместе в Институте литературы Лу Синя в Пекине.

## Произведения
Сборники рассказов
- Наше прошлое и наше наказание: восемь историй (1996)
  - Уйти из дома в восемнадцать[англ.] (十八岁出门远行, Shíbā Suì Chūmén Yuǎnxíng)
  - Кровь и цветы сливы[англ.] (鮮血梅花, Xiānxuè Méihuā)
  - Классическая любовь[англ.]
- Мир, как туман: восемь историй (World Like Mist: Eight Stories, Shi shi ru yan)
- Десять слов про Китай (十个词汇里的中国 (simplified Chinese),  十個詞彙裡的中國 (traditional Chinese)) перевод Р. Г. Шапиро, Астрель, 2012; ISBN 978-5-271-44917-8

Романы
- Жить (活着, Huózhe) (1992) перевод Романа Шапиро, Текст, 2014; ISBN 978-5-7516-1259-7
- Как Сюй Саньгуань кровь продавал[англ.] (许三观卖血记, Xǔ Sānguān Mài Xuè Jì) (1995) перевод Романа Шапиро, Текст, 2016; ISBN 978-5-7516-1316-7
- (фрагменты романов "Жить" и "Как Сюй Саньгуань кровь продавал" также опубликованы в книге: Китайские метаморфозы, перевод Р. Шапиро, Восточная литература, 2007; ISBN 978-5-02-036318-2)
- Крик в моросящем дожде[англ.] (在细雨中呼喊, Zaixiyuzhong Huhan) (2003)
- Братья[англ.] (兄弟, Xiōng Dì) (2005) шортлист 2008 года в Азиатской литературной премии Мэн[англ.] перевод Ю.А. Дрейзис, ТЕКСТ, 2015; ISBN 978-5-7516-1286-3
- Седьмой день  (第七天，Di qi tian, 2013)